# دی-ویو سیستمز
دی-ویو سیستمز (به انگلیسی: D-Wave Systems) یک شرکت در زمینهٔ رایانش کوانتومی است که در بریتیش کلمبیا در کشور کانادا مستقر است. در ۱۱ می ۲۰۱۱، دی-ویو سیستمز از رایانهٔ کوانتومی خود به نام دی-ویو وان که عنوان «اولین رایانهٔ تجاری قابل دسترس کوانتومی جهان» را داشت و از پردازندهٔ ۱۲۸ کیوبیت برخوردار بود رونمایی کرد. در می ۲۰۱۳ این شرکت اعلام کرد که طی همکاری بین ناسا، انجمن پژوهش فضایی دانشگاه‌ها و گوگل، آزمایشگاه هوش مصنوعی کوانتومی ایجاد شده که از رایانهٔ کوانتومی ۵۱۲ کیوبیتی دی-ویو تو برای پژوهش در زمینهٔ هوش مصنوعی، یادگیری ماشینی و مسئله بهینه‌سازی استفاده می‌کنند.
شرکت دی-ویو سیستمز منتقدینی هم داشته است که از سرشناس ترین آنها می توان به اسکات آرانسان اشاره کرد.